# 野上恵子
野上 恵子（のがみ けいこ、1985年12月6日 - ）は、日本女子の陸上競技選手。専門種目は長距離走・マラソン。
2018年アジア競技大会マラソン銀メダリスト。

## 人物・経歴

### 学生時代～実業団（トラックレース、駅伝）
兵庫県小野市出身。小野市立市場小学校、小野市立小野南中学校卒業。2001年4月、全国高等学校駅伝競走大会女子の部・兵庫県の強豪校である須磨学園高等学校（兵庫県神戸市須磨区）に入学。全国高等学校駅伝競走大会では、3年連続して補欠登録に留まり一度も出走は出来なかったが、高校3年生時の第15回全国高校女子駅伝（2003年）は、当高校で全国高校駅伝女子の部・優勝を達成している。
高校卒業後の2004年4月、サニックスに入社、女子陸上競技部に入部。数年後同陸上競技部の廃部に伴い、長崎県長崎市の実業団チーム・十八銀行（現十八親和銀行）へ移籍加入し、女子陸上競技部に所属。十八銀行の先輩には扇まどか・林明佑美・藤田真弓などが所属。同チーム入部後はトラックレースや駅伝の主要メンバーとして出場していた。

### マラソン歴
初マラソンは2015年3月8日の名古屋ウィメンズマラソンで、一般参加選手として出場し、2時間28分台の6位入賞（日本人4着）の好成績を残した。2回目のマラソンは、2015年7月5日のゴールドコーストマラソン・女子の部に出走、2時間29分台の2位（日本女子首位）だった。
2017年8月27日の北海道マラソン・女子の部に出走。27Km付近で女子の先頭グループから積極果敢に飛び出しトップに出たが、33Km付近で前田穂南（天満屋）に後方から追いつかれ、その後徐々に離される。結果優勝者の前田とは1分以上離されて2時間30分11秒の準優勝となり、マラソン初優勝もマラソングランドチャンピオンシップ（2020年東京オリンピック・女子マラソン選考会）への出場権獲得もならなかった。
2018年3月11日の名古屋ウィメンズマラソンに、初めて国内招待選手として出場。10Km過ぎで3位・日本女子首位の関根花観（日本郵政グループ）らハイペースの先頭集団に遅れ始めたが、その後はマイペースを維持。終盤の35Km過ぎでは8位・小原怜（天満屋）を追い抜き、ゴール直前では4位の岩出玲亜（ドーム）に猛迫し僅か5秒及ばす総合5位（日本人3位）だった。ゴールタイムは2時間26分33秒と自己記録を2分近く更新し、MGC出場権を獲得した。その数日後、2018年8月開催のジャカルタアジア競技大会・女子マラソン日本代表へ、田中華絵（資生堂）と共に選出された。
2018年8月26日のジャカルタアジア大会女子マラソン本番レースに出場。気温27度・湿度73％の過酷な気象条件の中、先頭集団はスローペースに。中盤の25Km過ぎで優勝したローズ・チェリモ（バーレーン）の飛び出しにはついていけず、その後野上が2位集団を引っ張る形式となる。終盤の40Km過ぎ、給水地点を機に野上はラストスパートを仕掛け、3位のキム・ヒソン（北朝鮮）らを引き離して、結果野上は2位入賞・銀メダルを獲得した。
2020年12月15日、2021年1月24日に開催される選抜女子駅伝北九州大会を最後に現役を引退することを所属先の十八親和銀行女子陸上部が発表。

## 自己記録
- 3000m　9分20秒38
- 5000m　15分28秒47
- 10000m 32分14秒58
- ハーフマラソン　1時間09分27秒
- マラソン　2時間26分33秒

## マラソン全成績
| 年月       | 大会                                     | 順位 | 記録          | 備考                                                 |
| ---------- | ---------------------------------------- | ---- | ------------- | ---------------------------------------------------- |
| 2015年3月  | 名古屋ウィメンズマラソン                 | 6位  | 2時間28分19秒 | 初マラソン・世界陸上北京大会選考レース               |
| 2015年7月  | ゴールドコーストマラソン                 | 2位  | 2時間29分34秒 | 初の海外マラソン                                     |
| 2017年3月  | 名古屋ウィメンズマラソン                 | 12位 | 2時間32分01秒 | 世界陸上ロンドン大会選考レース                       |
| 2017年8月  | 北海道マラソン                           | 2位  | 2時間30分11秒 | MGCシリーズ第1弾（東京オリンピック選考会）           |
| 2017年11月 | 第16回アジアマラソン選手権（中国・東莞） | 2位  | 2時間29分05秒 | 初のマラソン日本代表                                 |
| 2018年3月  | 名古屋ウィメンズマラソン                 | 5位  | 2時間26分33秒 | 自己記録・MGCシリーズ第4弾（東京オリンピック選考会） |
| 2018年8月  | ジャカルタアジア競技大会                 | 2位  | 2時間36分27秒 | 2位入賞・銀メダル獲得                                |
| 2019年3月  | 東京マラソン                             | 19位 | 2時間38分23秒 |                                                      |

## 参考資料
- 市場小だより 小野市立市場小学校･2018年2月1日
- 全国高等学校駅伝競走大会
- 陸上部ヒストリー・十八銀行陸上部のあゆみ（十八銀行・女子陸上部）
- 全日本実業団女子駅伝大会（クイーンズ駅伝）
- 女子は前田穂南が優勝、MGC出場権に「走りきった」（日刊スポーツ・2017年8月27日記事）